# El Tri
El Tri é uma banda de rock mexicana. Foi fundada em 1985 por Álex Lora.
Já venderam mais de 30 milhões de discos, e receberam 5 nomeações para o Grammy Latino

## Discografia

### Álbuns
- Más allá del bien y del mal (2005)
- Alex Lora-El Tri 35 años después (2004)
- Unplugged (en vivo 1995) (2004)
- Las numero uno del TRI 1968/2003 (compilação) (2003)
- No te olvides de la banda (2003)
- Sinfónico II (2001)
- No podemos volar (2000)
- Sinfónico  (1999)
- Fin de siglo (1998)
- Cuando Tú No Estás (1997)
- Hoyos en la bolsa (1996)
- Un cuarto de siglo (en direct) (1995)
- Una rola para los minusválidos (1994)
- 25 Años (1993)
- Indocumentado (1992)
- En vivo y a todo calor! (1991)
- Una leyenda viva llamada El Tri (1990)
- Alex Lora-El Tri 21 Años después (1989)
- En vivo desde la carcel de santa martha (1988)
- Otra tocada más (1987)
- Niño sin amor (1986)
- Hecho en México (1985)
- Simplemente (1984)

### DVD
- Sinfónico (1999)
- Esclavo del Rock and Roll (2002) (Documentário)
- Exitos en Video (2002)
- El Tri/Alex Lora 35 Años En Vivo (2004)
- El Tri Unplugged (en vivo 1995) (2004)
- Lo Mejór de El Tri (2005)